# استفان گروس
استفان گروس (انگلیسی: Stephan Groß؛ زادهٔ ۲۳ اکتبر ۱۹۵۳) بازیکن فوتبال اهل آلمان است.
از باشگاه‌هایی که در آن بازی کرده‌است می‌توان به باشگاه فوتبال کارلسروهه اشاره کرد.
وی همچنین در تیم ملی فوتبال West Germany B بازی کرده‌است.